# Jussi Halla-aho
Jussi Kristian Halla-aho (ur. 27 kwietnia 1971 w Tampere) – fiński polityk, filolog, publicysta i bloger polityczny, deputowany krajowy, poseł do Parlamentu Europejskiego VIII kadencji, przewodniczący partii Prawdziwi Finowie (2017–2021), od 2023 przewodniczący Eduskunty.

## Życiorys
Z wykształcenia filolog słowiański, magisterium uzyskał w 2000 na Uniwersytecie Helsińskim. W 2006 na tej samej uczelni obronił doktorat. Pracował jako kelner, później przez jakiś czas na wydziale rusycystyki macierzystej uczelni.
Jussi Halla-aho zaczął prowadzić bloga Scripta, który przyniósł mu rozpoznawalność i popularność. W 2008 strona ta miała od 3 do 6 tysięcy czytelników dziennie. Jussi Halla-aho zaczął być określany jako najpopularniejszy fiński bloger polityczny. Na swoim blogu jego autor wielokrotnie krytykował rządową politykę w zakresie imigracji i wspierania wielokulturowości.
Związał się następnie z partią Prawdziwi Finowie, z jej rekomendacji w 2008 uzyskał mandat radnego Helsinek. W wyborach w 2011 został wybrany na posła do Eduskunty. Za wpis proponujący rozwiązanie greckich problemów gospodarczych przy pomocy junty wojskowej został czasowo zawieszony w klubie poselskim. W 2014 uzyskał mandat deputowanego do Europarlamentu VIII kadencji.
W czerwcu 2017 został wybrany na przewodniczącego Prawdziwych Finów, pokonując ministra Sampa Terho. Kilka dni później doszło do rozłamu w partii – dwudziestu deputowanych (w tym wszyscy ministrowie i były lider Timo Soini) powołali frakcję poselską Nowa Alternatywa. W wyborach parlamentarnych w 2019 kierowana przez niego partia uzyskała 39 mandatów w 200-osobowej Eduskuncie, jeden z nich przypadł jej liderowi. W sierpniu 2021 nie ubiegał się o ponowny wybór na funkcję przewodniczącego partii; na czele ugrupowania zastąpiła go wówczas Riikka Purra.
W 2023 utrzymał mandat poselski na kolejną kadencję, w czerwcu tegoż roku został wybrany na przewodniczącego Eduskunty. W 2024 kandydował na urząd prezydenta, w pierwszej turze wyborów otrzymał 19,0% głosów (zajmując 3. miejsce spośród 9 kandydatów).

## Odznaczenia
- Order Księcia Jarosława Mądrego II klasy (Ukraina, 2023)[14]